# Парасферихт
Парасферихт (Parasphaerichthys) — рід дрібних лабіринтових риб з родини осфронемових (Osphronemidae), підродина луціоцефалових (Luciocephalinae).
Поширені в прісних водоймах М'янми.
Найближчими родичами парасферихтів є представники родів Luciocephalus, Sphaerichthys і Ctenops, з якими їх об'єднує спільна структура поверхні ікри, що складається із серії спіральних гребенів і є унікальною для костистих риб. За цією ознакою група отримала назву клада «спіральної ікри» (англ. «spiral egg»).
Рід включає 2 види:
- Parasphaerichthys lineatus  Britz & Kottelat, 2002 — парасферихт лінеатус, максимальна стандартна (без хвостового плавця) довжина 1,9 см; південна М'янма[1].
- Parasphaerichthys ocellatus  Prashad & Mukerji, 1929 — парасферихт оцелатус, максимальна довжина 3,2 см; північна М'янма[2].

Ці крихітні рибки мають помірно видовжене тіло, стиснуте з боків. Очі великі. Бічна лінія відсутня.
Як і інші представники підряду лабіринтових риб (Anabantoidei), парасферихти мають додатковий орган дихання, відомий як лабіринтовий орган. Він дозволяє цим рибам використовувати для дихання кисень з атмосферного повітря.